# Salix taoensis
Salix taoensis är en videväxtart som beskrevs av Goerz, Alfred Rehder och Kobuski. Salix taoensis ingår i släktet viden, och familjen videväxter.

## Underarter
Arten delas in i följande underarter:
- S. t. leiocarpa
- S. t. pedicellata